# Antonino de Beroia
Antonino (em latim: Antoninus) foi um eclesiástico bizantino do século VI. Era sobrinho do vigário do mestre dos soldados do Oriente Caliópio. Monofisista, exerceu a função de bispo de Beroia em 513/518, durante o reinado do imperador pró-monofisismo Anastácio I Dicoro (r. 491–518). Foi destinatário de uma das cartas do arcebispo alexandrino Severo I (r. 512–518) e partiu em exílio a Alexandria com os demais bispos monofisistas com a ascensão do pró-calcedonianismo Justino I (r. 518–527).